# Afterparty
Pour les articles homonymes, voir After Party.
Afterparty (titre original : Afterparty) est un roman de science-fiction de l'écrivain américain Daryl Gregory, publié en 2014 puis traduit en français et publié chez Le Bélial' en 2016.

## Résumé
Lyda Rose est une neuroscientifique. Elle a travaillé au sein d'un petite start-up avec Mikala Lamonier, une chimiste, Gilbert Kapernicke, un ingénieur technique, et Eduard Andersen Vik, qui a apporté de l'argent ayant permis de démarrer l'entreprise. Avec l'aide de Rovil Gupta, qui s'occupait des très nombreux essais sur des rats, ils sont parvenus à créer une drogue appelée NEM Un-Dix ou Numineux qui plonge celui qui la consomme dans une crise mystique. Les quatre membres fondateurs, après avoir accidentellement consommé une très forte dose de cette drogue, se retrouvent en crise mystique permanente, chacun étant constamment accompagné par une figure divine qui lui parle et lui prodigue des conseils. Ils décident à ce moment-là que le Numineux est trop dangereux et renoncent à le commercialiser.
Plusieurs années après, du Numineux se retrouve en circulation et Liyda vient à l'apprendre. Elle va alors tenter de trouver sa source pour essayer d’empêcher sa diffusion et pour cela, elle va devoir retrouver ses anciens collègues.

## Éditions
- Afterparty, Tor Books, 22 avril 2014, 300 p.  (ISBN 978-0-7653-3692-7)
- Afterparty, Le Bélial', 22 septembre 2016, trad. Laurent Philibert-Caillat, 420 p.  (ISBN 978-2-84344-904-8)
- Afterparty, Pocket, coll. « Science-fiction » no 7242, 15 novembre 2018, trad. Laurent Philibert-Caillat, 480 p.  (ISBN 978-2-266-28143-0)